# Weichs
Weichs è un comune tedesco di 3 173 abitanti, situato nel land della Baviera.